# کوری هیگینز
کوری هیگینز (انگلیسی: Cory Higgins؛ زادهٔ ۱۴ ژوئن ۱۹۸۹) بازیکن بسکتبال اهل ایالات متحده آمریکا است.

## حرفه
از باشگاه‌هایی که در آن بازی کرده‌است می‌توان به باشگاه بسکتبال بارسلونا، شارلوت هورنتس، و باشگاه بسکتبال زسکا مسکو اشاره کرد.